# Будионо
Будионо (индон. Boediono) (рођен 25. фебруара 1943) је бивши потпредседник Индонезије од октобра 2009. до октобра 2014. Дужност је обављао уз председника Сусила Бамбанг Јудојона.